# Долењано (Удине)
Долењано је насеље у Италији у округу Удине, региону Фурланија-Јулијска крајина.
Према процени из 2011. у насељу је живело 552 становника. Насеље се налази на надморској висини од 67 м.